# Aptenoperissus burmanicus
Aptenoperissus burmanicus (лат.) — ископаемый вид перепончатокрылых из семейства Aptenoperissidae надсемейства церафроноидных наездников (Ceraphronoidea). Обнаружены в меловом бирманском янтаре Юго-Восточной Азии (около 99 млн лет назад, долина Хукаун, штат Качин, Мьянма). Из-за необычного сочетания признаков названо насекомым-Франкенштейном.

## Описание
Мелкого размера наездники (длина тела 3,6 мм), буровато-чёрного цвета. Крылья у самки отсутствуют (самцы неизвестны). Усики состоят из скапуса (длина 0,6 мм), педицеля и не менее чем 22 члеников жгутика (длина жгутика 2,6 мм) Тело состоит из 9 видимых сегментов (5 в метасоме). Длина головы 0,6 мм. Глаза и оцеллии развиты. Все голени несут по 2 шпоры, а задние бёдра утолщённые, предположительно прыгательные.
По мнению профессора Джорджа Пойнара, одного из авторов открытия, внешне это очень странное существо: «Если вы посмотрите на утолщённые задние ноги, то подумаете, что это кузнечик. Однако коленчатые усики устроены как у муравьёв, а толстое брюшко как у тараканов». Торчащее из брюшка жало (или яйцеклад) и голова напоминают жалящих ос. Ныне вымершее насекомое Aptenoperissus burmanicus, вероятно, ползало по земле у основания деревьев или бегало по стволам, пытаясь найти других насекомых и место, чтобы отложить яйца. Прыгающие ноги помогали аптенопериссусам избегать опасных хищников. В то время как мезозойские динозавры разгуливали над ним, это мелкое насекомое искало себе корм среди скрытно живущих насекомых, которых могло бы ужалить или парализовать. Предположительно, откладывали яйца в куколки насекомых.
В прессе новое существо из-за необычного сочетания признаков уже назвали творением Франкенштейна или янтарным Франкенштейном.

## Систематика и этимология
Семейство Aptenoperissidae (включающее единственный вид Aptenoperissus burmanicus) включено в состав надсемейства Ceraphronoidea s.str. и трактуется предварительно как сестринская группа к кладе из 4 таксонов: Ceraphronidae, Megaspilidae, Stigmaphronidae и Radiophronidae. Вид A. burmanicus был обнаружен в куске бирманского янтаря и впервые описан в 2017 году российским палеоэнтомологом Александром Павловичем Расницыным (Палеонтологический институт РАН, Москва, Россия) и американским энтомологом Джорджем Пойнаром (George Poinar Jr., Department of Zoology, Oregon State University, Corvallis, Орегон, США). Родовое название Aptenoperissus происходит от признака бескрылости, а видовое burmanicus — от имени типового местонахождения в бирманском янтаре.